# Лонац
Лонац је метална кухињска посуда ваљкастог облика намењена за припремање хране кувањем. 
За разлику од шерпе лонац има већу висину од пречника дна лонца. Лонац је намењен за кување веће количине тености (хране) у односу на шерпу. Често се користи за подгревање воде за кухињске потребе.
Лонац може бити са поклопцем или без поклопца. 
Лонци се израђују од специјалних материјала раније су били у боји (емајлирани) док су данас махом израђени од квалитетних нерђајућих челика ростфраја или прохрома.

## Експрес лонац
Експрес лонац је лонац на коме се поклопац учвршћује завртњима а храна у њему кува под притиском. Овај лонац има и сигурнсни вентил да не би дошло до превеликог притиска. Пошто се храна кува под притиском намирнице се брже кувају а храна има другачији укус пошто се у јелу сачувају хранљиви састојци.
Принцип рада Експрес лонца пронашао је Денис Папен (Denis Papin), Франуски физичар 1679. године. Због тога се за експрес лонац још каже и Папенов лонац или Парни лонац (због кувања на пари).